# Hamvas Dániel
Hamvas Dániel (Budapest, 1980. január 25. –) magyar szinkronszínész, műfordító, forgatókönyvíró.

## Könyvek (fordítás)
- Verdák ISBN 9789636287351
- Verdák: rajongói kézikönyv ISBN 978-963-628-659-0
- Verdák: mozi, mesekönyv és diavetítő ISBN 978-963-628-735-1
- Vadiúj Verda-sztorik 1. – Piró hősei ISBN 978-963-629-155-6
- Vadiúj verda-sztorik 2. – Cimbi segédrendőr ISBN 978-963-629-156-3
- Verdák : vigyázz Cimbi! ISBN 978-963-628-856-3
- A hihetetlen család ISBN 963-628-061-4
- A Hihetetlen család : 3-D álarckönyv ISBN 963-628-070-3
- A legelő hősei ISBN 963-628-031-2
- A legelő hősei: a nagy leszámolás ISBN 963-628-059-2

## Szinkronszerepei

### Film- és sorozat-szinkronszerepei
| Film/sorozat magyar címe                               | Szerep neve                       | Eredeti színész            |
| Marvel filmek                                          | James Bucanan Barnes              | Sebastian Stan             |
| Rockhajó                                               | Harold                            | Ike Hamilton               |
| Valkűr                                                 | Fiatal tiszt a búvóhelyen         | Matthias Schweighöfer      |
| Kaliforniai álom                                       | Sylvester 'Sly' Winkle            | Michael Cade               |
| Hetedik mennyország                                    | John Hamilton                     | Chaz Lamar Shepherd        |
| Hetedik mennyország                                    | Martin Brewer                     | Tyler Hoechlin (2. hang)   |
| A farm, ahol élünk                                     | Willie Oleson                     | Jonathan Gilbert (3. hang) |
| Organikus narancs                                      | Peter Unwin George 'Pugwall' Wall | Jason Torrens              |
| Az óceán lánya                                         | Jason Bates                       | David Hoflin               |
| Menekülés a Jupiterről                                 | Michael                           | Daniel Taylor              |
| Drakula                                                | Christopher Townsend              | Joe Roncetti               |
| Dr. Csont                                              | Vincent Nigel-Murray (4-6. évad)  | Ryan Cartwright            |
| Parker Lewis sohasem veszít                            | Frank Lemmer                      | Taj Johnson                |
| Gimidili                                               | Romeo Carter                      | Mark Taylor                |
| Smallville                                             | Pete Ross                         | Sam Jones III (2. hang)    |
| Csak egy kis para                                      | Bob Wexler                        | David Krumholtz            |
| A szerelem ösvényei                                    | Esteban Fernández López           | Jorge Consejo              |
| Kés/Alatt                                              | Matt McNamara                     | John Hensley               |
| Jack és Bobby                                          | Jack McCallister                  | Matt Long                  |
| Egy rendes család                                      | Jakob Seeler                      | Maximilian Haas            |
| Szerelem hajó                                          | Danny Kennedy                     | Kyle Howard                |
| Gyagyás család                                         | Facundo Uriarte Banegas           | Tomás Fonzi                |
| Tru Calling                                            | Harrison Davies                   | Shawn Reaves               |
| Pasadena                                               | Henry Bellow                      | Alan Simpson               |
| Törtetők                                               | Eric Murphy                       | Kevin Connolly             |
| Tökös csajok                                           | Toby                              | Nicolas Kantor             |
| Érzékeny ifjúság                                       | Bertrand                          | François Comar             |
| 4400                                                   | Shawn Farrell                     | Patrick Flueger            |
| Te vagy az életem                                      | Tony                              | Nicholas D’Agosto          |
| Transformers: A fenevadak kora                         | Kormányos Jack                    | Cristo Fernández           |
| Címlapsztori (Ugly Betty)                              | Henry Grubstick                   | Christopher Gorham         |
| Iskolatársak                                           | Pietro                            | Brando De Sica             |
| Róma (televíziós sorozat)                              | Marcus Vipsanius Agrippa          | Allen Leech                |
| Veronica Mars                                          | Cassidy "Beaver" Casablancas      | Kyle Gallner               |
| Őslények kalandorai                                    | Connor Temple                     | Andrew Lee Potts           |
| Az elnöknő                                             | Horace Calloway                   | Matt Lanter                |
| CSI: New York-i helyszínelők                           | Adam Ross                         | A. J. Buckley              |
| Szökésben                                              | Jake Bennett                      | Craig Olejnik              |
| Szörfsuli                                              | Matt Leyland                      | Chris Foy                  |
| Afrikai kaland                                         | Oliver                            | Calvin Goldspink           |
| Futótűz                                                | Junior Davis                      | Ryan Sypek                 |
| Skins                                                  | Chris Miles                       | Joseph Dempsie             |
| Family Guy                                             | Chris Griffin                     | Seth Green                 |
| Alkonyat                                               | Eric Yorkie                       | Justin Chon                |
| Döglött akták : Harcosok klubja                        | Tanner                            | Jake McDorman              |
| Esküdt ellenségek – Különleges ügyosztály : Felpörögve | Luke Breslin                      | Paul Wesley                |
| Kenan és Kel                                           | Kel Kimble                        | Kel Mitchell               |
| Gól-tetralógia                                         | Santiago Muñez                    | Kuno Becker                |
| Fred                                                   | Fred Figglehorn                   | Lucas Cruikshank           |
| Dynamo - Varázslat a világ körül                       | Dynamo                            | Steven Frayne              |
| Így neveld a sárkányodat                               | Hablaty                           | Jay Baruchel               |
| Így neveld a sárkányodat 2                             | Hablaty                           | Jay Baruchel               |
| Így neveld a sárkányodat 3                             | Hablaty                           | Jay Baruchel               |
| Rio                                                    | Azúr                              | Jesse Eisenberg            |
| Rio 2                                                  | Azúr                              | Jesse Eisenberg            |
| Batman Superman ellen – Az igazság hajnala             | Lex Luthor                        | Jesse Eisenberg            |
| Az Igazság Ligája                                      | Lex Luthor                        | Jesse Eisenberg            |
| The Walking Dead                                       | Eugene Porter                     | Josh McDermitt             |
| Ash vs Evil Dead                                       | Pablo Bolivar                     | Ray Santiago               |
| Dallas: Jockey visszatér                               | Christopher Ewing                 | Chris Demetral             |
| Testvérek (televíziós sorozat, 2021)                   | Kadir Eren                        | Halit Özgür Sarı           |
| Féktelen szív                                          | Yaman Ali Soysalan                | Halit Özgür Sarı           |
| Andor                                                  | Taga                              | Tom Reed                   |

### Anime- és rajzfilm-szinkronszerepei
- Akira – Plain tecum
- Tsubasa kapitány 2002 – Macujama Hikaru
- Digimonszelídítők (Digimon Tamers) – Takato Macuki
- DICE – A mentőcsapat – Robert Clapice
- Fullmetal Alchemist – A bölcsek kövének nyomában – Jean Havoc
- Fullmetal Alchemist: Shamballa hódítója – Jean Havoc
- Fullmetal Alchemist: Testvériség – Jean Havoc
- Hellsing – Yan Valentine
- Csajkommandó – Sinistra
- Pokémon – Gary (1. 4. és 5. évad), Drew
- Rómeó és Júlia – Mercutio
- Hősakadémia – Todoroki Shoto
- Sonic X – Shadow (2. és 3. évad)
- Soul Eater – Lélekfalók – Kid, a halálisten fia
- Yu-Gi-Oh! GX – Syrus Trusdale
- Yu Yu Hakusho – A szellemfiú – Szuzuki
- Kilari – Kama
- Dínó különítmény – Caruso
- Alvin and the Chipmunks – Simon Seville
- Vampire Knight, Vampire Knight Guilty – Kirjú Zero
- Flamingó kapitány – Wendel
- Galactik Football – Thran
- Horseland – A lovasklub – Will Taggert
- Danny Phantom – Danny Fenton
- Transformers: Prime – Smokescreen
- Hunyor-major – Rafi
- A varázslatos iskolabusz – Tim Jamal
- South Park – Damien, Craig Tucker
- Family Guy – Chris Griffin
- Korra legendája – Mako
- Hősakadémia – Todoroki Shouto
- Szivárványos egyszarvú pillangó cica – Rudy
- Redwall – Mathias
- Littlest Pet Shop – Russel
- Spongyabob Kockanadrág – Csigusz
- Csészefej és Bögrearc – Csészefej
- A bagolyház – King